# Nogent-sur-Marne
Nogent-sur-Marne és un municipi francès, situat al departament de la Val-de-Marne i a la regió de l'Illa de França. L'any 2005 tenia 30.200 habitants.
Està dividit entre el cantó de Nogent-sur-Marne i el cantó de Charenton-le-Pont, del districte de Nogent-sur-Marne. I des del 2016, forma part de la divisió Paris-Est-Marne et Bois de la Metròpoli del Gran París.

## Persones il·lustres
- Maxime Vachier-Lagrave (1990), Gran Mestre d'escacs